# Улица Зайцева (Коломна)
Улица Зайцева — улица в районе Старая Коломна города Коломны. Проходит от берега Москвы-реки и Бобреневского понтонного моста до площади Двух Революций, слева примыкают улицы Москворецкая, Пушкина и Левшина справа — Лазарева и Исаева и Кремлёвская.

## Происхождение названия
Названа в 1945 году в честь лётчика-истребителя, дважды Героя Советского Союза, Василия Александровича Зайцева. В 1921—1945 гг. называлась Плашкоутная, так как выходила к плашкоутному (понтонному) мосту через Москву-реку. До 1921 года называлась Владимирская, так как являлась началом дороги из Коломны во Владимир.

## История

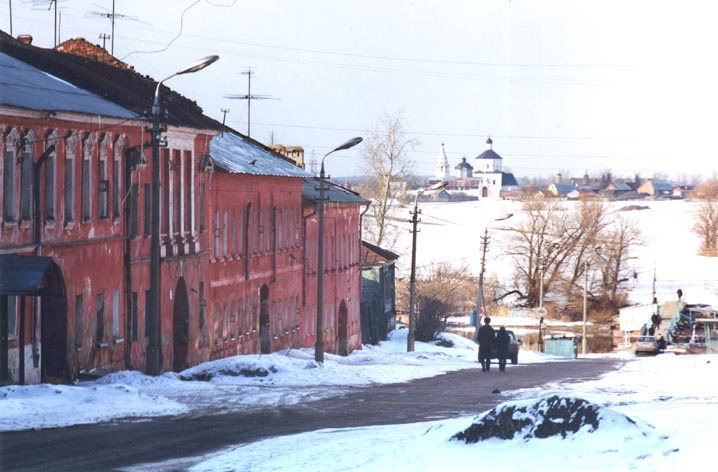
Дома XIX века в начале улицы Зайцева. Вдали — Бобренев монастырь

Улица возникла из древней дороги на Владимир, которая шла параллельно юго-восточной стене кремля. С южной стороны улицы находился торг, на месте которого в конце XVIII века были построены торговые ряды. В начале улицы у берега Москвы-реки находились пивоварни. В 1784 в результате реконструкции города по «регулярному» плану, улицу проложили с изломом около Пятницких ворот, откуда в дальней перспективе улицы открывается вид на Бобренев монастырь. В 1930-х гг. почти все торговые ряды были снесены и на их месте разбит сквер. В 1948 в сквере был установлен бронзовый бюст В. А. Зайцева.

## Примечательные здания и сооружения
По нечётной стороне:
- № 7а — жилой дом с лавками (1820-е гг.) в стиле ампир.
- № 13 — школа № 7 им. А. С. Пушкина (1939).

По чётной стороне:
- № 8 — жилой дом с аркой (первая четверть XIX века).
- № 48 — здание гауптвахты в стиле ампир (первая половина XIX века).

## Транспорт
Автобус № 1, 3, 5, 6, 7, 11, 14: остановка «Автостанция Старая Коломна».